# Burocracia de alto escalão
Burocracia de alto escalão se refere aos ocupantes dos cargos mais elevados da administração pública.
São considerados atores centrais no processo de formulação e implementação de políticas públicas, exercendo influência significativa nas decisões governamentais e na articulação política.
Apesar da centralidade da tomada de decisão, o processo decisório realizado por esses agentes tende a ser incremental, contínuo e coletivo, ocorrendo em conjunto com burocratas de médio escalão e de nível de rua. Seu trabalho envolve a definição de diretrizes gerais, a coordenação de múltiplos programas ou equipamentos públicos e a gestão direta de recursos.

## Características e funções
O burocrata de alto escalão geralmente é indicado politicamente, e não por concurso público, o que não impede que esse burocrata seja concursado. Essa forma de recrutamento está relacionada à natureza estratégica de seus cargos, que envolvem a formulação de políticas, a coordenação interinstitucional e a articulação com atores políticos e sociais. Em geral, esses cargos são de livre nomeação e exoneração, vinculados a funções de confiança dentro da estrutura do Executivo, como secretarias, diretorias-gerais, presidências de autarquias e fundações, ou ainda posições em gabinetes ministeriais.
O perfil dos burocratas de alto escalão pode variar significativamente de acordo com o setor ou órgão em que atuam. Por exemplo, na burocracia federal da área de infraestrutura identificaram-se características distintas em relação à formação, trajetória e percepções sobre a atuação estatal, indicando que, em algumas áreas, prevalece uma burocracia com forte especialização e vínculos profissionais mais estáveis com o setor público.
A atenção dos burocratas de alto escalão é predominantemente voltada para fora da administração pública, em interações com atores e instituições externas. O dia a dia desses profissionais é preenchido por reuniões, eventos públicos e articulações externas com parlamentares, representantes da sociedade civil, imprensa e outros stakeholders.
Além das atribuições técnicas e administrativas, esses burocratas podem desempenhar funções de representação política, aconselhamento direto a chefes de governo e negociação com outros poderes e níveis de governo, e advocacy de tema específicos.

## Papel nas políticas públicas

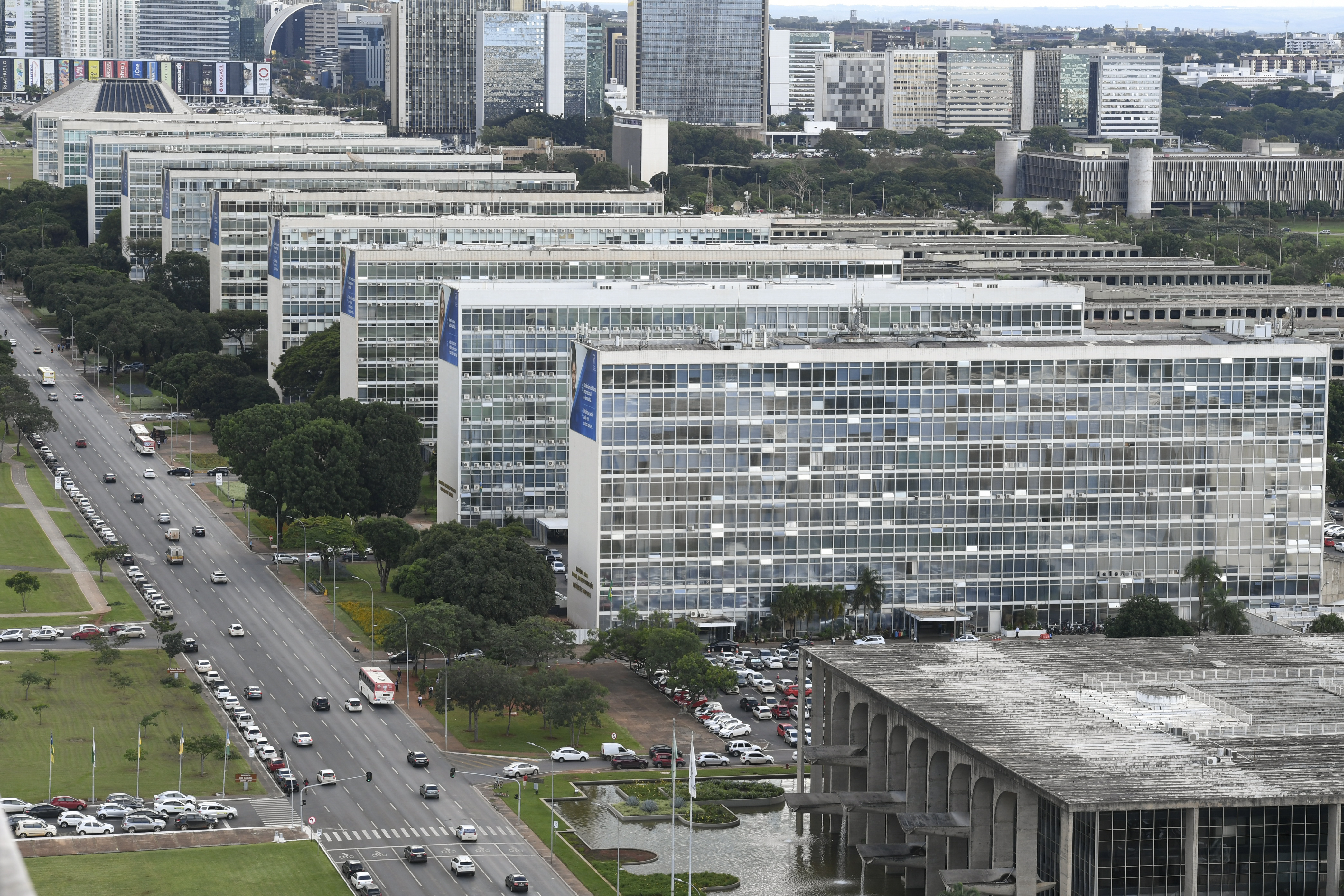
Esplanada dos Ministérios, centro administrativo do Brasil, onde atuam burocratas de alto escalão.

Os burocratas de alto escalão são frequentemente classificados como policymakers, ou seja, decisores com responsabilidade política e capacidade de influenciar a agenda e os rumos das políticas públicas. São identificados como atores chave no processo de policymaking, tanto em regimes presidencialistas quanto parlamentaristas.
A literatura brasileira aponta que a burocracia de alto escalão é um dos segmentos mais estudados no campo das políticas públicas, analisando seu papel, em especial no governo federal.
Lopez e Praça (2020) examinaram o perfil e a rotatividade dos ocupantes de cargos de confiança no Executivo federal, com ênfase na relação entre filiação partidária e nomeações. Codato et al. (2021) investigaram a instabilidade das nomeações na equipe econômica, destacando a curta duração dos mandatos ministeriais e seus impactos sobre a política econômica. Olivieri (2007), por sua vez, analisou as nomeações para o alto escalão do Banco Central a partir de redes sociais, revelando como trajetórias e conexões pessoais influenciam a ocupação desses cargos estratégicos. Já o estudo de Loureiro et al.(2014) examinou a estrutura de comando e a disputa de poder no alto escalão do Ministério da Fazenda durante o governo Fernando Henrique Cardoso, destacando a articulação entre lógica técnica e dinâmica política no presidencialismo brasileiro.